# ماراناگا، استرالیای جنوبی

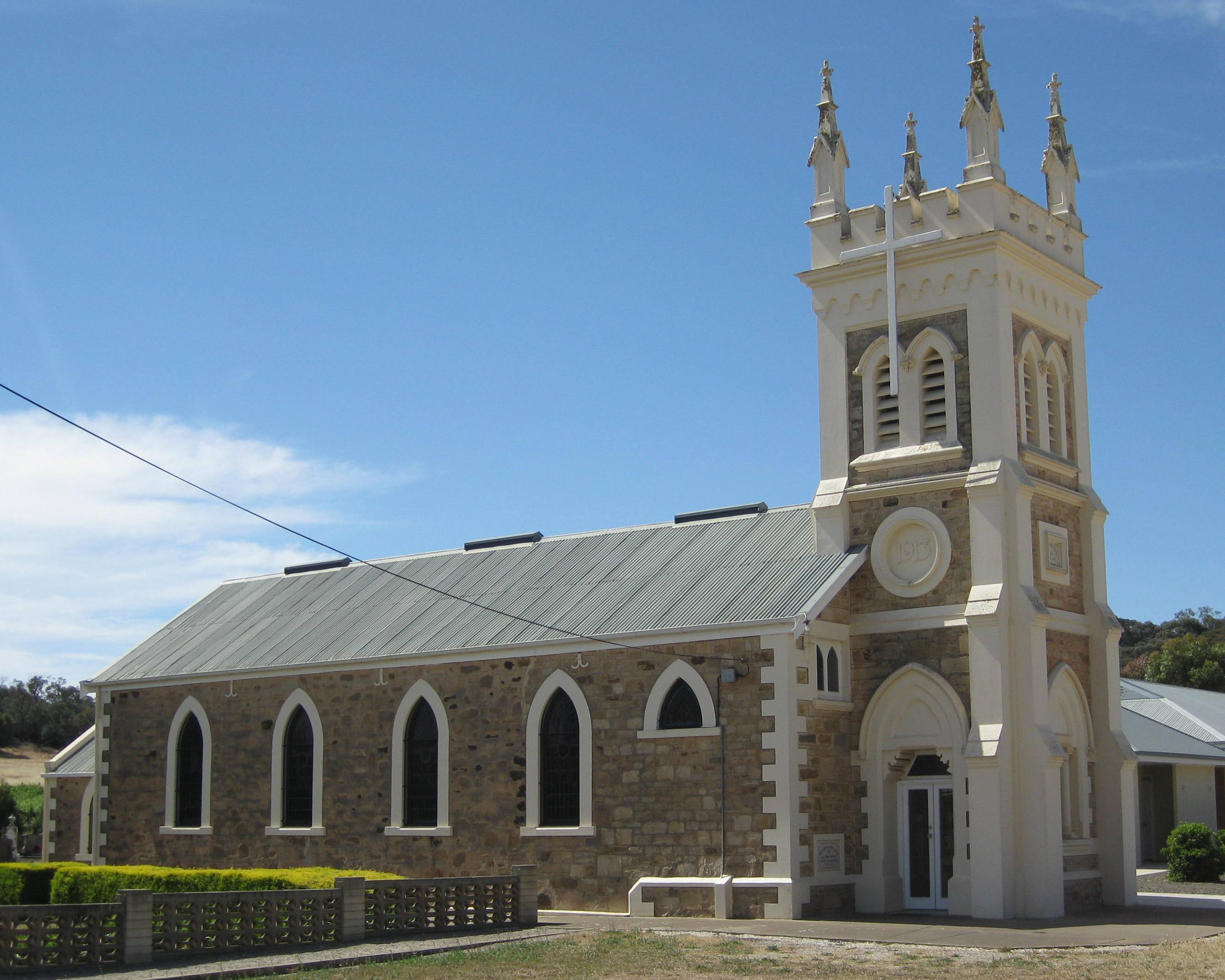
ماراناگا

ماراناگا (به انگلیسی: Marananga) یک منطقهٔ مسکونی در استرالیا است که در Light Regional Council واقع شده‌است.